# Lamas (Cospeito)
Lamas (llamada oficialmente San Martiño de Lamas) es una parroquia española del municipio de Cospeito, en la provincia de Lugo, Galicia.

## Organización territorial
La parroquia está formada por cuatro entidades de población, constando tres de ellas en el nomenclátor del Instituto Nacional de Estadística español:
- Currás (Os Currás)
- Os Trobos
- Rebordelo (O Rebordelo)
- Toxal (O Toxal)

## Demografía
| Gráfica de evolución demográfica de Lamas entre 2000 y 2019 |
|                                                             |
| Datos según el nomenclátor publicado por el INE.            |